# Некер (Британські Віргінські Острови)
Острів Некер (англ. Necker Island) — острів в Атлантичному океані, належить до Британських Віргінських Островів. Острів є курортом і може прийняти до 40 гостей.

## Географія

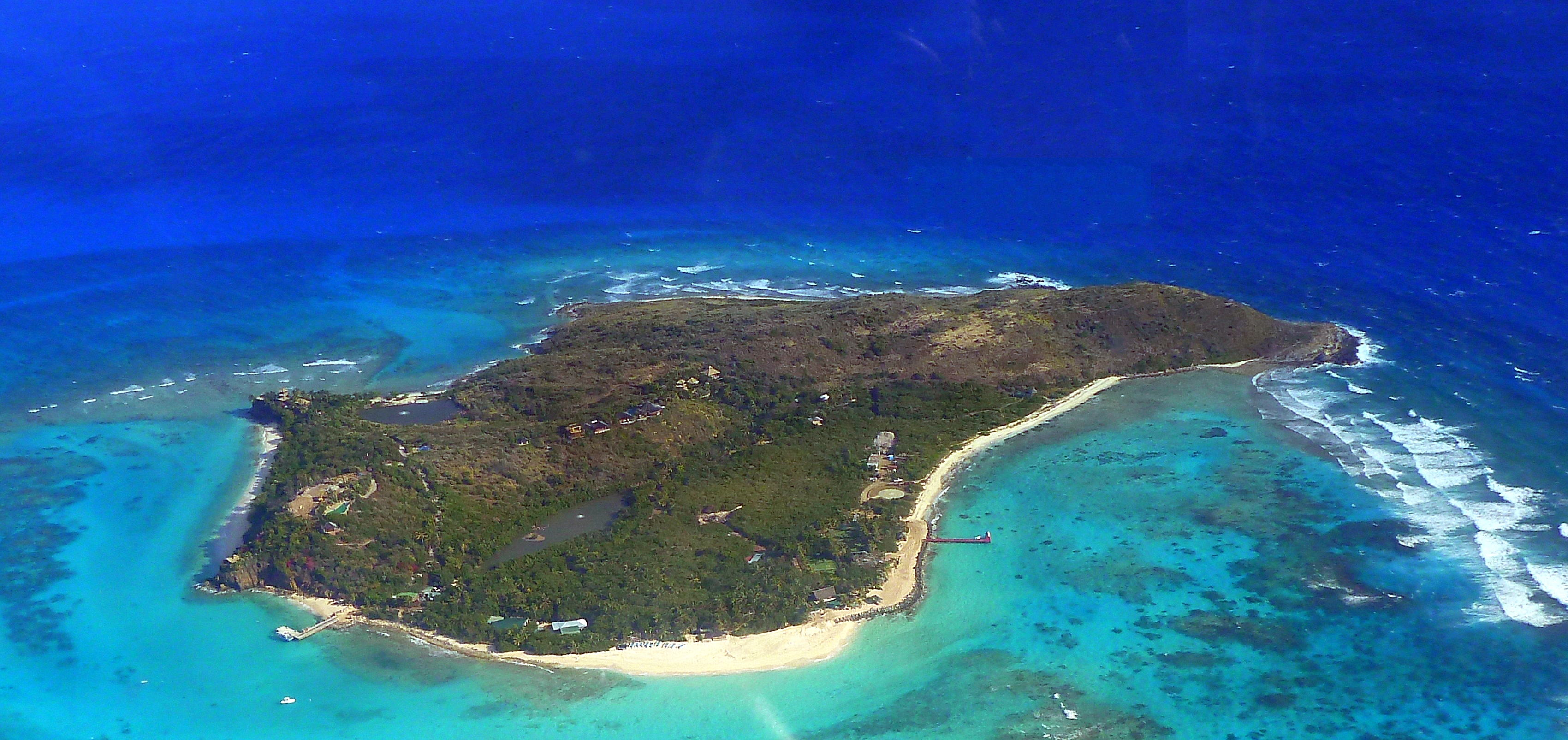

Острів розташований за 190 км на схід від Пуерто-Рико. Площа острова приблизно 0,3 км². Найвища точка на острові 84 м над рівнем моря.

## Історія
Острів був названий на честь командира голландської ескадри 17-го століття Джонатана де Некере.

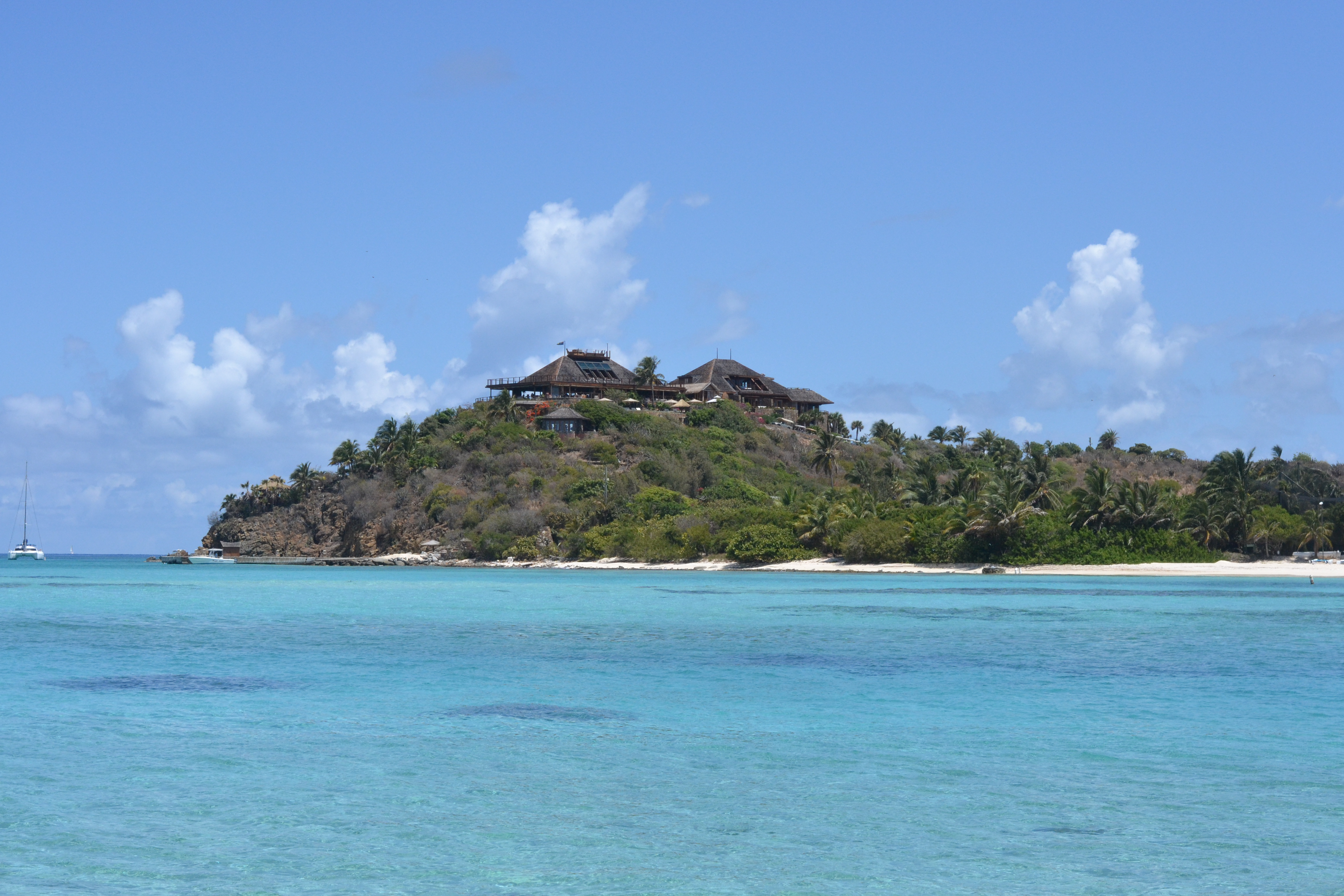
Будинок на острові Некер, побудований після урагану Айрін в серпні 2011 року.

Некер був безлюдним осторовом до кінця 20 століття.
Острів належить британському мільярдеру Річарду Бренсону. За його спогадами, він дізнався про існування Віргінських островів випадково 1978 року. Некер був виставлений на продаж з умовою створення там курорту. Бренсон стверджував, що вирішив купити його, щоб вразити свою дівчину. Ріелтер виставив ціну в 6 мільйонів доларів США, тоді як бізнесмен міг дозволити собі лише 100 тисяч доларів. Угоди не сталося, але за рік острів так і не вдалося продати, тому під час наступного контакту домовленість про продаж було досягнуто за ціною 180 тисяч доларів США.
2011 року на курорті сталася пожежа через потрапляння блискавки. У 2017 році острів сильно постраждав від урагану Ірма.